# خلیل (خواننده)
خلیل امیر شریف (متولد ۲۲ نوامبر ۱۹۹۵)، خواننده، ترانه‌سرا و رپر آمریکایی اهل ساکرامنتو، کالیفرنیا است.

## حرفه موسیقی
در سال ۲۰۰۸، وی پس از شناخته شدن از یوتیوب زیر نظر LA Reid کار کرد تا چند قطعه را ضبط کند وی در همان سال با Def Jam Recordings , در بخش Teen Island که بخشی از صنعت موسیقی که تحت تأثیر «استفاده از فرصت‌های ایجاد شده توسط یک پدیده» به نام جاستین بیبر بود، امضا شد. مدیر او به جای تمرکز بر ساخت یک آهنگ پرمخاطب، در تلاش بود «او را به یک هنرمند بلند مدت تبدیل کند». وی در حالی که با Def Jam قرارداد امضا کرده بود، چند تک آهنگ ضبط کرد، اما آلبومی منتشر نکرد.
آهنگ Girlfriend Ringtone در سال ۲۰۱۰ توانست ۱۳ هفته را در جدول Bubbling Under بیلبورد سپری کند اما موفق به رسیدن به جدول آرندبی و هیپ هاپ نشد.
خلیل در آهنگ‌های تمام ترانه‌های خود در میکستیپ Lil Twist به نام The Golden Child به میزبانی DJ Ill Will حضور دارد. این موارد عبارتند از: "منتظر من باش"، "اگر فقط می دانی" و "# ۱۸۱۲" که در دومی یک هنرمند دیگر به نام لیل زا را همراهی می‌کند.
در ۱۵ فوریه ۲۰۱۲، او یک میکستیپ مشترک با Lil Twist به نام ۳ هفته در میامی منتشر کرد. در تاریخ ۲۰ ژوئن ۲۰۱۳، خلیل ویدیوی خود را برای "ستاره هاً در حساب VEVO خود به نمایش گذاشت. ویدیوی "Hey Lil Mama" در اوایل سال ۲۰۱۱ منتشر شد.
در ۱۸ ژانویه ۲۰۱۶، او تک آهنگی با نام "Simple" را از EP آینده خود "A Long Way From 916" منتشر کرد که بعداً به "Misunderstood" تغییر نام داد.

## جنجال‌ها
جاستین بیبر و خلیل امیر شریف دستگیر شدند، وقتی پلیس آنها را دید که در ساعت ۴:۰۹ با دو ماشین لوکس در خیابان مسابقه می‌دهند. صبح، در یک منطقه مسکونی در ساحل میامی، فلوریدا؛ بیبر با لامبورگینی زرد و خلیل با فراری، هر دو تحت تأثیر شدید مواد مخدر بودند. در تاریخ ۲۴ ژانویه ۲۰۱۴، هر دو در دادگاه محکوم و جریمه شدند.

## دیسکوگرافی

### آلبوم‌ها
- Prove It All (2017)

### آلبوم‌های کوتاه
| عنوان     | جزئیات آلبوم                                                           |
| --------- | ---------------------------------------------------------------------- |
| کین تراست | - انتشار: ۱۱ سپتامبر ۲۰۱۱ - لیبل: Ghosthall - انتشار: بارگیری دیجیتالی |

### میکستیپ‌ها
| عنوان                          | جزئیات آلبوم                                                            |
| ------------------------------ | ----------------------------------------------------------------------- |
| 3 هفته در میامی (با Lil Twist) | - منتشر شده: ۱۲ فوریه ۲۰۱۲ - لیبل: یانگ مانی - انتشار: بارگیری دیجیتالی |
| A long Story Short             | - منتشر شده: ۲۸ اوت ۲۰۱۴ - بدون لیبل - انتشار: بارگیری دیجیتالی         |

### تک آهنگ‌ها

#### به عنوان هنرمند اصلی
| عنوان                        | سال  | موقعیت‌های اوج نمودار | موقعیت‌های اوج نمودار | موقعیت‌های اوج نمودار | آلبوم              |
| عنوان                        | سال  | آمریکا               | آمریکا R&B           | آمریکا رپ            | آلبوم              |
| ---------------------------- | ---- | -------------------- | -------------------- | -------------------- | ------------------ |
| "آهنگ زنگ دوست دختر"         | ۲۰۱۰ | -                    | -                    | -                    | تک آهنگ بدون آلبوم |
| "Bands Up" (با حضور Birdman) | ۲۰۱۴ | -                    | -                    | -                    | Long Story Short   |
| "ساده"                       | ۲۰۱۶ | -                    | -                    | -                    | Misunderstood      |
| "کیفیت"                      | ۲۰۱۶ | -                    | -                    | -                    | Misunderstood      |

### حضور به عنوان مهمان
| عنوان          | سال  | سایر هنرمندان      | آلبوم                                 |
| -------------- | ---- | ------------------ | ------------------------------------- |
| "یک"           | ۲۰۰۹ | چارلی هیلتون       | غذای خوب!                             |
| "منتظر من باش" | ۲۰۱۱ | لیل توئیست         | کودک طلایی                            |
| "1812"         | ۲۰۱۱ | لیل توئیست، لیل زا | کودک طلایی                            |
| "چه خبر"       | ۲۰۱۲ | جه میلز            | ویرگو ۴: چقدر تند و زننده می‌تواند شود |
| "بدون نور"     | ۲۰۱۲ | جون هوپ            | کار در حال انجام                      |

### نماهنگ‌ها
| عنوان                             | سال  | مدیر(ها)  |
| --------------------------------- | ---- | --------- |
| "آهنگ زنگ دوست دختر"              | ۲۰۱۰ |           |
| "هی لیل ماما" (با حضور Lil Twist) | ۲۰۱۱ |           |
| "ستاره ها"                        | ۲۰۱۳ | جوشا هریس |
| "منطقه" (با حضور لیل زا)          | ۲۰۱۴ |           |
| "زمان پخش" (با حضور جاستین بیبر)  | ۲۰۱۴ |           |